# Schoonenberg Stadion
Schoonenberg Stadion – wielofunkcyjny stadion w mieście Velsen-Zuid w Holandii. Najczęściej używany jest jako stadion piłkarski, a swoje mecze rozgrywa na nim drużyna Stormvogels Telstar. Stadion może pomieścić 3250 widzów. 250 miejsc przeznaczonych jest dla kibiców drużyny przyjezdnej. Został wybudowany w 1936 roku, a w 1999 roku przeszedł renowację, w wyniku której postawiono nową wschodnią trybunę, a cały stadion zadaszono.